# Base navale de la mer Blanche
La base navale de la mer Blanche de la bannière rouge (BelVMB) est une base navale et sous-marine, de la flotte du Nord de la fédération de Russie, établie dans la ville de Severodvinsk (région d'Arkhangelsk). La base relève du commandement de la flotte du Nord.

## Histoire
La construction de la base dans la région de Molotovsk (ancien nom de la ville de Severodvinsk entre 1938 et 1957) commence en juillet 1940. Le 20 août 1940, la base devient connue sous le nom de base navale de la mer Blanche de la flotte du Nord. La base comprend alors des unités et des fonctions de commandement de la flotte du Nord stationnées sur la mer Blanche.
La création de la base est due à la construction en 1938 d'un grand centre de construction et de réparation navale à Molotovsk, d'un port d'exportation de bois à Arkhangelsk, d'autres ports sur la Mer Blanche (y compris Kandalakcha et Belomorsk, qui sont en 1941-1945 la capitale temporaire de la RSS de Carélie-Finlande), qui a besoin d'une couverture et d'une protection fiables.
Au début de la Grande Guerre patriotique, les forces basées dans la baie de Kola ne sont pas suffisantes pour protéger la côte soviétique de l'océan Arctique. En août 1941, la base navale de la mer Blanche est réorganisée en flottille militaire de la mer Blanche  (BVF).
Par ordre du commandant de la flotte du Nord en date du 16 février 1945, la flottille militaire de la mer Blanche est réorganisée en région de défense maritime de la mer Blanche (BeMOR) dans le cadre des formations et unités de l'ancienne BVF, tout en maintenant la délimitation des domaines de responsabilité.
En 1948, la flottille de la mer Blanche de la flotte du Nord est recréée, puis réorganisée en base navale de la mer Blanche de la flotte du Nord en 1957.
Les tâches de la base navale de la mer Blanche sont alors les suivantes :
- gérer les essais de sous-marins nucléaires et d'armes nucléaires ;
- mettre en place une défense des entreprises industrielles et protéger l'embouchure de la Mer Blanche ;
- assurer un soutien opérationnel technique et logistique au combat et aux activités quotidiennes des navires et des unités de la Marine basés dans la zone de base ;
- fournir des services communaux, culturels et éducatifs pour le personnel dans la zone de responsabilité de la base.

En 1975, la base navale de la mer Blanche reçoit une haute distinction gouvernementale : l'Ordre du Drapeau rouge.
Selon le magazine Vlast, début 2008, le BelVMB comprenait les navires et formations suivants :
- 43e division distincte des navires pour la protection de la zone aquatique (Severodvinsk)
  - MPK-7 "Onega" - Projet 1124M, petit navire anti-sous-marin. Planche numéro 164, dans la flotte depuis 1991.
  - MPK-130 "Naryan-Mar" - Projet 1124M, petit navire anti-sous-marin. Planche numéro 138, dans la flotte depuis 1990.
  - MT-434 - Projet 1332, dragueur de mines en mer, dans la flotte depuis 1973.
- 339e brigade distincte de sous-marins en construction et en réparation (Severodvinsk)
- 16e brigade de navires en construction et en réparation (Severodvinsk)
- 45e chaîne marine centrale de l'État "Nyonoksa" (Sopka)

En 2008, les marins de la base navale de la mer Blanche, ainsi qu'un escadron de sous-marins nucléaires et l'armée de l'air de la flotte du Nord, participent aux exercices de commandement et d'état-major de la flotte, qui se déroulent dans le cadre de la mission « Stabilité-2008 » exercice stratégique de commandement et d'état-major. Une fois le cycle de test des missiles R-30 Boulava terminé, il est décidé de transférer le sous-marin TK-208 Dimitri Donskoï à la base navale de la mer Blanche.
Certaines parties de la base navale de la mer Blanche sont situées principalement à Severodvinsk, où se concentrent les plus grandes entreprises du complexe de construction et de réparation navales : OJSC Sevmash et le centre de réparation navale de Zvezdochka. Les dernières armes navales, y compris stratégiques, sont testées en mer Blanche. En 2010-2011, les sous-mariniers de la Flotte du Nord lancent le missile balistique Boulava, qui forme la base des forces nucléaires stratégiques navales de la Russie.

### Explosion en août 2019

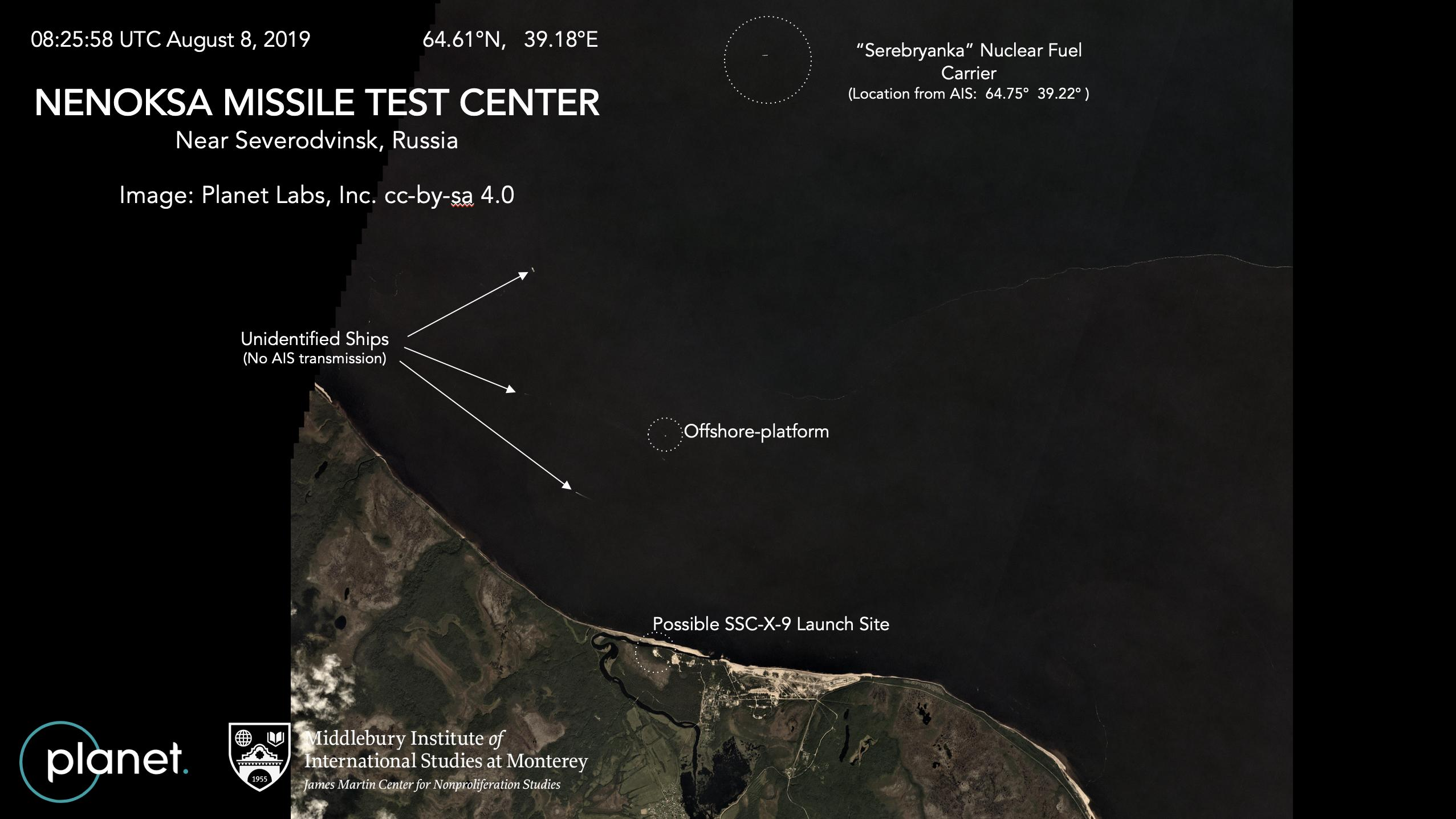
Image satellite du 8 août 2019. 45e site central d'essais maritimes de la marine russe

Le 8 août 2019, une explosion se produit sur un terrain d'entraînement militaire lors de tests de nouveaux équipements,. Cinq spécialistes du centre nucléaire VNIIEF, qui effectuaient l'ingénierie et le support technique des sources d'énergie isotopiques, meurent dans l'explosion et trois autres sont blessés.
Selon le ministère de la Défense et l'entreprise publique Rosatom, un moteur-fusée à propergol liquide, qui utilisait une batterie atomique, aurait explosé sur le site d'essai,,. La même version est fournie dans le journal Izvestia.
Des experts en armes nucléaires de l'Institut d'études internationales Middlebury de Monterey (en), Jeffrey Lewis (en) et Ann Pellegrino, sur la base photographies satellites et de données circonstancielles, avancent le fait que l'accident se soit produit lors d'essais du missile de croisière Burevestnik avec une charge nucléaire,. Cependant, un autre expert, Michael Kofman, membre du Woodrow Wilson International Center for Scholars, remet en question ces hypothèses et déclare que l'explosion n'a rien à voir avec le Burevestnik.

## Commandants
- Contre-amiral Apollon Alexandrovitch Kouznetsov, d'août 1940 à août 1941
- Contre-amiral Mikhaïl Mikhaïlovitch Dolinine, d'août à octobre 1941
- Vice-amiral Gueorgui Andreyevitch Stepanov, d'octobre 1941 à mars 1943
- Vice-amiral Stepan Grigoriyevitch Koutcherov, de mars 1943 à août 1944
- Vice-amiral Youri Alexandrovitch Panteleyev, d'août 1944 à juillet 1946
- Capitaine 1er rang Arkadi Vassilievitch Krouchtchenykh, de septembre 1946 à avril 1948
- Contre-amiral Viktor Sergeyevitch Tcherokov, d'avril 1948 à janvier 1949
- Contre-amiral Nikolaï Feoktistovitch Boguslavski, de janvier 1949 à février 1951
- Contre-amiral Nikolaï Ivanovitch Shibayev, de février 1951 à juin 1952
- Contre-amiral Valerian Iossifovitch Sourabekov, de juin 1952 à janvier 1953
- Contre-amiral Nikolaï Dimitrievitch Sergeyev, de janvier 1953 à mars 1956
- Contre-amiral Alexeï Vassilievitch Volkov, de mars 1956 à décembre 1957
- Contre-amiral Konstantin Mikhaïlovitch Balakirev, de décembre 1957 à mars 1958
- Contre-amiral Mikhaïl Ilitch Osipov, de mars 1958 à août 1963
- Contre-amiral Boris Efimovitch Yamkovoï, d'août 1963 à août 1966
- Contre-amiral Semion Nikiforovitch Filimonov, d'août 1966 à décembre 1972
- Vice-amiral Mikhaïl Grigoriyevitch Proskounov, de décembre 1972 à août 1975
- Contre-amiral Anatoly Petrovitch Simonenko, d'août 1975 à janvier 1980
- Contre-amiral Youri Alexandrovitch Voronov, de janvier 1980 à juillet 1982
- Vice-amiral Vladimir Vassilievitch Motchalov- de juillet 1982 à mai 1989
- Contre-amiral Leonid Mikhaïlovich Salnikov, de mai 1989 à juin 1994[18]
- Vice-amiral Nikolaï Pavlovitch Pakhomov, de juin 1994 à avril 2003[19]
- Vice-amiral Oleg Aleksandrovitch Tregoubov, d'avril 2003 à mars 2009
- Contre-amiral Andreï Vladimirovitch Riaboukhine, de mars 2009 à décembre 2010[20]
- Contre-amiral Viktor Nikolaïevitch Liina, de décembre 2010 à octobre 2012[21]
- Contre-amiral Vladimir Mikhaïlovitch Vorobiev[22], d'octobre 2012[23] à août 2017
- Contre-amiral Arkadi Youriyevitch Romanov, d'août 2017 à août 2018
- Contre-amiral Konstantin Petrovitch Kabantsov, d'août 2018 à novembre 2020
- Contre-amiral Oleg Youriyevitch Zverev, depuis novembre 2020.